# 속초초등학교 월운분교
속초초등학교 월운분교는 대한민국 강원도 홍천군에 있는 공립 초등학교이다.

## 학교 연혁
- 1939년 2월 4일 속초공립심상소학교 부설 간이학교 인가
- 1943년 7월 1일 월운공립국민학교로 개교
- 1996년 3월 1일 월운초등학교로 개칭
- 1999년 9월 1일 속초초등학교 월운분교장으로 격하
- 2022년 2월 28일 폐교[2]

## 참고 자료
- 속초초등학교월운분교장 - 한국교육학술정보원 학교알리미